# Celosia chenopodiifolia
Celosia chenopodiifolia är en amarantväxtart som beskrevs av John Gilbert Baker. Celosia chenopodiifolia ingår i släktet celosior, och familjen amarantväxter. Inga underarter finns listade i Catalogue of Life.